# フェリーなるしお
フェリーなるしおは、かつて九州商船が運航していたフェリー。以前は甑島商船で運航されていた。

## 概要
甑島商船の発注で鯨波丸の代船として神田造船所川尻工場で建造され、フェリーこしきとして1987年5月23日に串木野 - 甑島航路に就航した。
2002年9月30日、フェリーニューこしきの就航により引退、フェリー椿の代船として九州商船に売却され、2003年5月にフェリーなるしおとして佐世保 - 上五島航路に就航した。
佐世保 - 上五島航路は美咲海送の参入による営業収益の減少および航路補助金の一部不交付により航路改善が遅れ、本船は就航から約30年が経過していた。老朽化により運航経費が増大していること、船内がバリアフリー構造でないこと、本船はフェリーなみじより小型で就航率が低いことから、早急な代替船建造が必要とされ、本船およびフェリーなみじは、長崎 - 五島航路に投入された万葉・椿と同様に国庫補助制度を活用した自社建造方式で段階的に代替することとなり、2019年5月に新造船「いのり」の就航に伴い引退した。
引退後は海外に売船され、2024年現在はモンゴル船籍の"Lomaiviti Princess IX"としてフィジーで運航されている。

### 就航航路
- 宇久島 - 小値賀島 - 佐世保 - 宇久島 - 小値賀島 - 佐世保 - 小値賀島 - 宇久島

宇久島を起点に1日3便を運行する。
朝便は宇久島発、夜便は小値賀島に先に寄港して宇久島止めとなる。
- 佐世保港 - 有川港

同じく上五島航路に就航しているフェリーなみじのドック期間中は有川港へ1往復運航され、各1往復となる。

## 設計
全通船楼型の旅客船兼自動車渡船である。船体は上部から羅針儀甲板、航海船橋甲板、船橋甲板、船楼甲板、車両甲板、機関室となっており、航海船橋甲板の前部が操舵室、その後方が一等客室（60名）、船橋甲板の前部が乗組員区画、中央部が二等客室（340名）である。車両甲板は1層で船首にバウドアと船尾中央にランプが設けられている。

## 船内

### 船室
- 2等指定室
- 2等室

### 設備
- 自動販売機

## 事故・インシデント

### 岸壁への衝突
2005年5月1日、13時3分、佐世保港から宇久島へ向かっていた本船は、濃霧の中、平漁港へ入港する際、沖防波堤灯台の北東側18.6mの地点の沖防波堤に約10ノットの速力で船首からほぼ直角に衝突した。衝突により、本船はバウドア・船首部外板・球状船首に凹損および船首水槽に亀裂を生じ、沖防波堤は側壁部に高さ2.5m×幅1.5mの損傷が生じた。事故当時、乗員11名、乗客71名が乗船、車両7台を搭載していたが、乗客23名が打撲傷などを負い、車両2台が損傷した。入港時、旅客は安全確保のため接岸完了まで着席したまま待機する必要があるが、乗組員からの指示が徹底されていなかったため、多数の負傷者が発生した。
事故原因は、霧のため視程が運航基準に定められた入航中止の条件に該当する状況となった際、運航上の危険に対する認識が不十分で運航基準が遵守されず、入航を中止しなかったため、とされた。運航が不適切であったのは、船長が入航中止しなかったこと、一等航海士が船長に進言しなかったことによるもので、運航管理者が船長に運航基準の遵守とを入港中止の判断を具体的に指示しなかったことも原因とされた。また、九州商船が1994年に2件、1996年に1件、1999年から2004年まで毎年1件、入出港時および狭視界時に海難事故を起こしていながら、安全運航を確保するための体制を構築していなかったことも原因として指摘された。